# Dietrich III. von Katlenburg

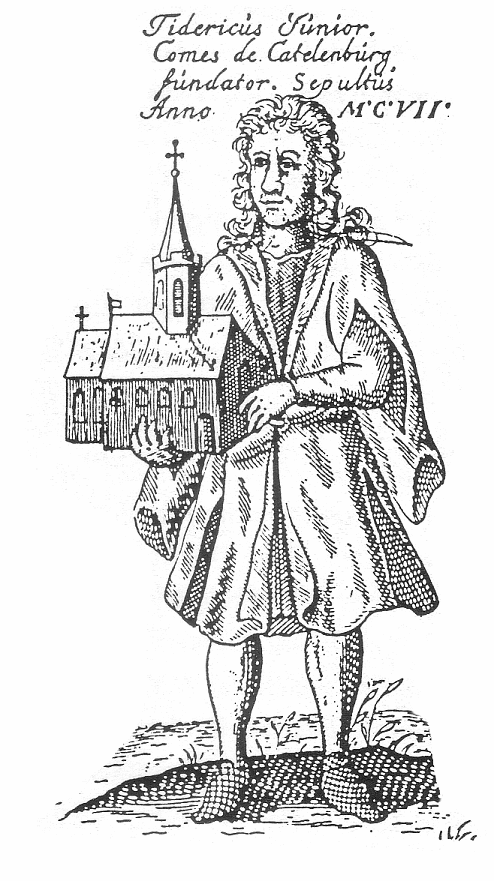
Graf Dietrich III. von Katlenburg mit Klosterkirche der Katlenburg, Kupferstich des 18. Jahrhunderts

Dietrich III. von Katlenburg (* um 1075/80; † 12. August 1106) war der letzte Graf von Katlenburg. Er nutzte vermutlich zunächst die im 11. Jahrhundert entstandene Katlenburg und später die Stauffenburg bei der wichtigen Münzstätte in Gittelde als Herrschaftssitz.
Seine Eltern waren Dietrich II. von Katlenburg und Gertrud die Jüngere von Braunschweig. Nach der Ermordung seines Vaters im Jahre 1085 folgte er ihm als Graf unter der Vormundschaft seiner Mutter, durch die er im antikaiserlichen Lager stand.
Nach 1100 heiratete er Adele von Northeim (* um 1090; † 1123; die Tochter des Kuno von Northeim, Graf von Beichlingen).
Im Machtkampf zwischen Kaiser Heinrich IV. und seinem Sohn (später Heinrich V.) stand Dietrich auf der Seite des Sohnes.
1104 überfiel er eine Abordnung der Magdeburger Kirche, die unterwegs war zum Kaiser Heinrich IV. wegen der Verdrängung des Erzbischofs Heinrich von Magdeburg  aus seiner Diözese  und Neubesetzung des Magdeburger Erzbistums. Er nahm unter anderem den kaiserlichen Parteigänger Burggraf Hermann von Sponheim-Magdeburg und dessen Neffen Propst Hartwig von Magdeburg gefangen. Daraufhin unternahm der Kaiser am 30. November 1104 eine Strafexpedition gegen Dietrich. Sie wurde aufgrund der Ereignisse von Fritzlar abgebrochen, als der Sohn des Kaisers das Heerlager heimlich verließ. Infolge dieser Strafexpedition begann die Rebellion Heinrichs V. gegen den Kaiser.
Mitte Juni/Anfang Juli 1106 belagerte König Heinrich Köln. Hier erkrankte Dietrich an einer sich im Belagerungstrupp ausbreitenden Seuche. Ob er bereits hier starb oder erst am 12. August 1106 in Aachen ist unklar.
Der erbenlose Graf hatte um 1105 seine Stammburg Katlenburg niedergelegt und in ein Kloster umgewandelt. Einige Quellen, die über seinen Tod berichten, bezeichnen Dietrich III. folglich als Graf von Einbeck, denn der Grafenhof in Einbeck, den der Stammvater der Grafen von Katlenburg, Graf Udo, erhalten hatte, war an bedeutende Rechte geknüpft.
Mit dem Aussterben des Geschlechts kam der katlenburgische Besitz im Erbgang an die Welfen. Seine Witwe heiratete bald darauf den Grafen Helperich von Plötzkau.